# Parafia św. Stanisława w Tumlinie-Węglach
Parafia świętego Stanisława w Tumlinie-Węglach – parafia rzymskokatolicka, znajdująca się w diecezji kieleckiej, w dekanacie zagnańskim.

## Proboszczowie
- 2021 – ks. Mariusz Rarak[2][3]
- ( do 2021) ks. Czesław Biskup[4]